# Жизнь (газета, Донецк)
«Жизнь» — газета, общественно-политическое издание. Выпускается с января 1991 года.
Выходит в Донецке и распространяется в Донецке и Донецкой области.
Газета освещает политическую, экономическую, культурную, спортивную жизнь в Донецкой области, на Украине и во всём мире.
Являясь официальной газетой органов государственной власти и местного самоуправления в Донецкой области, «Жизнь» информирует читателей о деятельности руководства области и страны, депутатов всех уровней, публикует отчёты о работе сессий областного совета, коллегий облсовета и облгосадминистрации, размещает тексты распоряжений председателя облгосадминистрации и председателя облсовета.
Газета также освещает деятельность городов и районов Донецкой области, представляет широкую панораму событий за рубежом, новости политики, бизнеса, науки, культуры и спорта.
«Жизнь» считается одним из основных источников информации о Донецкой области на Украине и за рубежом.
Ежедневный тираж издания — 22 000 экземпляров.
Главный редактор газеты «Жизнь» Дмитрий Михайлович Шишкин